# Charles Frederick Tyrwhitt-Drake
Charles Frederick Tyrwhitt-Drake (Amersham, 2 janvier 1846-Jérusalem, 23 juin 1874) est un naturaliste et explorateur britannique.

## Biographie
Il fait ses études à Cambridge mais en raison de sa mauvaise santé passe les hivers 1866 et 1867 au Maroc où il s'occupe de chasser et de récolter des espèces naturelles. Il y apprend aussi l'arabe.   
Il accompagne Richard Francis Burton sur le Nil (1868), puis voyage au Sinaï. En 1869, il effectue un périple à pied à partir de Suez, parcourt le désert de Tih et le Néguev et les parties alors inconnus d'Édom et de Moab. Avec Claude Reignier Conder, il visite la Palestine, la Syrie, la Grèce et la Turquie et revient en Palestine en 1870 pour étudier les pierres de Hama.  Il accompagne ensuite de nouveau Burton, alors consul à Damas, dans une expédition dans les régions volcaniques, à l'est de la ville puis explore les hautes montagnes de Syrie. Le couple Burton le traite comme leur enfant adoptif. Ils seront très affligés par sa mort des suites d'une maladie en Palestine.

## Publications
- Unexplored Syria, avec Richard Francis Burton, 1872
- Modern Jerusalem, 1875
- The Literary Remains Of Charles F. Tyrwhitt Drake, 1877